# Pančevo
Pančevo (em sérvio: Панчево; AFI: [pâːnt͡ʃe̞v̞ɔ̝]) é uma cidade da Sérvia, capital do distrito da Sul Banat, parte da província de Vojvodina, 15 km a nordeste de Belgrado. Emn 2011, a cidade (área urbana) tinha uma população de 73 992, enquanto o município  tinha 122 252 habitantes.

## Nome
Em sérvio a cidade designa-se Pančevo (Панчево), em húngaro Pancsova, em turco Pançova, em alemão Pantschowa, em romeno Panciova, em eslovaco Pánčevo, e em rusyn Панчево (Pančevo).

## Subdivisões
O município de Pančevo inclui a sede (cidade) e os seguintes vilarejos:

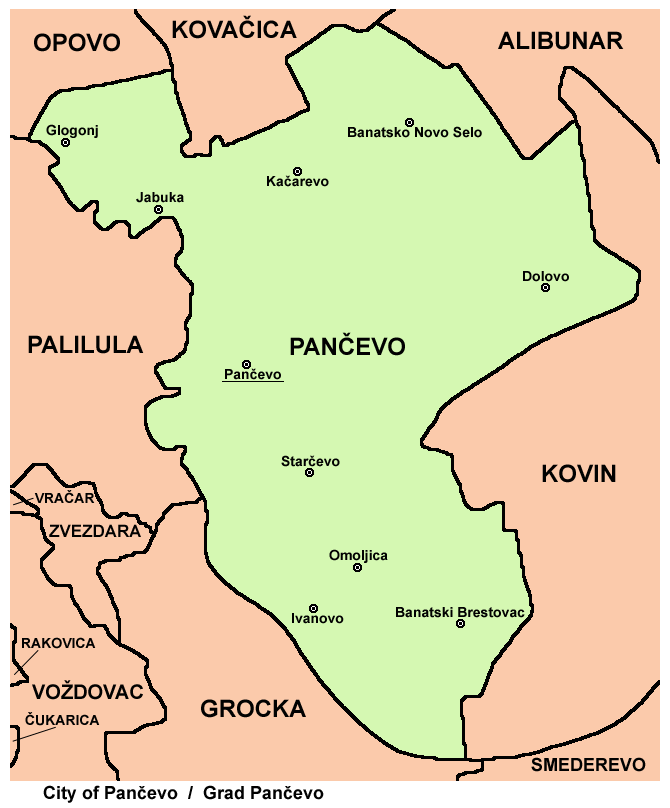
Mapa do município de Pančevo

- Banatski Brestovac
- Banatsko Novo Selo
- Dolovo
- Glogonj
- Ivanovo
- Jabuka
- Kačarevo
- Omoljica
- Starčevo

### Bairros urbanos

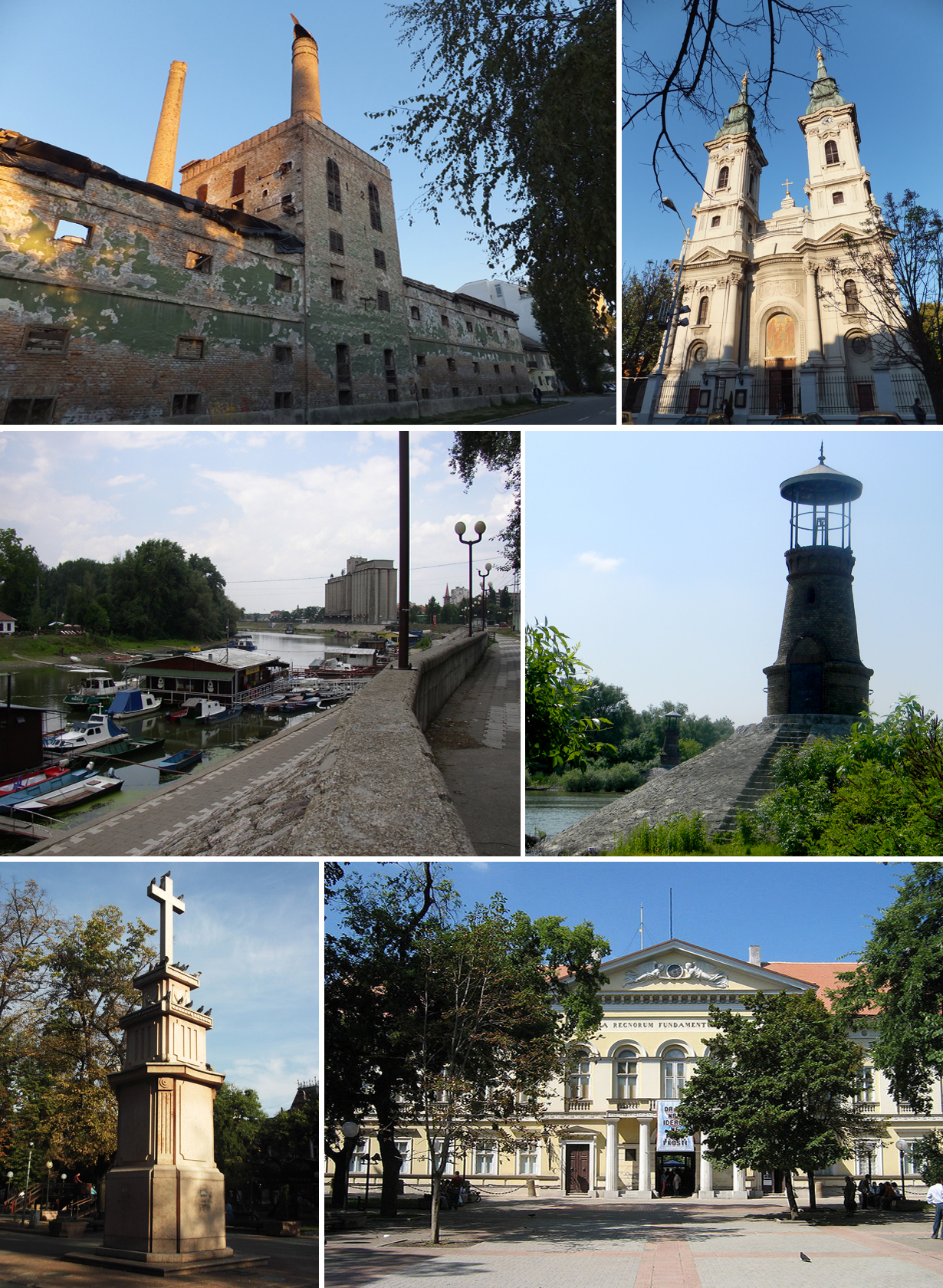
Imagens de Pančevo

- Centar
- Donji Grad
- Gornji Grad
- Karaula
- Kotež 1
- Kotež 2
- Kudeljarski Nasip
- Margita
- Misa Vinogradi
- Mladost
- Mali London
- Pepeljara
- Sodara
- Solara
- Strelište
- Utvina Kolonija
- Tesla
- Topola
- Vojlovica

## Cidades irmãs
- Boulogne-Billancourt, França
- Neapolis Grécia
- Prijedor, Bósnia e Herzegovina
- Reşiţa, Romênia
- Zaanstad, Países Baixos